# 松山知樹
松山 知樹（まつやま ともき、1973年4月23日 - ）は、日本の実業家・株式会社温故知新代表取締役。

## 人物
デトロイト出身。大阪府箕面市育ち。1992年、大阪星光学院中学校・高等学校を卒業。1996年、東京大学工学部都市工学科を卒業。1998年、東京大学大学院工学系研究科都市工学専攻修士課程を修了。ボストン・コンサルティング・グループに入社。2000年、ドリームインキュベータ創業に参画。2005年、星野リゾートに入社。2007年、取締役。旅館運営事業ディレクター。2011年2月1日、温故知新OnkohishinDestination Hotels & Resortsを創業〈代表取締役〉。2024年7月4日、「1ミシュランキー」に4施設が掲載「瀬戸内リトリート 青凪 by 温故知新」（愛媛県松山市）、「五島リトリート ray by 温故知新」（長崎県五島市）、「MUNI KYOTO by 温故知新」（京都府京都市）、「旅亭 半水盧by 温故知新」（長崎県雲仙市）。

## 出演番組
- 『日経スペシャル カンブリア宮殿』 どんな立地でも客を呼ぶ！ 新体験ホテルの秘密〈2024年7月18日、テレビ東京[11]。